# CGS Hawk
CGS Hawk je družina visokokrilnih eno- ali dvosedežni ultralahkih letal s propelerjem v konfiguraciji potisnik. Letalo je zasnoval Chuck Slusarczyk, proizvajalo pa jih je podjetje Chuck's Glider Supplies - pozneje preimenovano v CGS Aviation.
Letalo se lahko kupi že sestavljeno ali pa v kit obliki za sestavljanje doma.

## Specifikacije (Classic)
Podatki iz CGS & Kitplanes
Splošne značilnosti
- Posadka: one
- Dolžina: 20 ft 7 in (6,27 m)
- Razpon kril: 28 ft 10 in (8,79 m)
- Višina: 4 ft 6 in (1,37 m)
- Površina kril: 135 sq ft (12,5 m2)
- Teža praznega letala: 310 lb (141 kg)
- Bruto teža: 600 lb (272 kg)
- Kapaciteta goriva: 19 L
- Pogon letala: 1 × Rotax 447 Dvo-valjni dvotaktni motor, 40 hp (30 kW)

Zmogljivost
- Potovalna hitrost: 75 mph (65 kn; 121 km/h)
- Hitrost pri porušitvi vzgona: 35 mph (30 kn; 56 km/h)
- Neprekoračljiva hitrost: 100 mph (87 kn; 161 km/h)
- Doseg: 173 mi; 278 km (150 nmi)
- Višina leta (servisna): 12.500 ft (3.810 m)
- Hitrost vzpenjanja: 800 ft/min (4,1 m/s)